# Eupithecia yunnani
Eupithecia yunnani là một loài bướm đêm trong họ Geometridae.